# Paronychia communis
Paronychia communis är en nejlikväxtart som beskrevs av Jacques Cambessèdes. Paronychia communis ingår i släktet prasselörter, och familjen nejlikväxter.

## Underarter
Arten delas in i följande underarter:
- P. c. subglabra
- P. c. chicligastensis
- P. c. pungentifolia